# Красный Яр (Эхирит-Булагатский район)
Красный Яр — упразднённый посёлок в Эхирит-Булагатском районе Иркутской области России. Входил в состав Захальского муниципального образования. Исключен из учётных данных в 2023 году.

## География
Находится примерно в 35 км к юго-востоку от районного центра.

## История
В январе 2023 года внесен законопроект об упразднении посёлка.
Упразднён Законом Иркутской области от 06.04.2023 № 29-ОЗ «Об упразднении отдельных населенных пунктов Иркутской области и о внесении изменений в отдельные законы Иркутской области»

## Население
| 2002 | 2010 | 2011 | 2012 |
| ---- | ---- | ---- | ---- |
| 4    | ↘0   | →0   | →0   |